# Жилле, Гийом
Гийо́м Жилле́ (фр. Guillaume Gillet; родился 9 марта, 1984, Льеж, Бельгия) — бельгийский футболист, полузащитник. Выступал в сборной Бельгии. Завершил карьеру в 2022 году.

## Клубная карьера
Жилле воспитанник футбольного клуба «Льеж». В 2002 году он дебютировал за свою команду в Чемпионате Бельгии. В 2004 году он покинул команду и с переменным успехом выступал за «Визе», «Эйпен» и «Гент».
В 2008 году он перешёл в «Андерлехт». Сумма трансфера составила 2,2 млн евро. 16 августа в матче против «Серкль Брюгге» Жилле дебютировал за новую команду. 23 августа в поединке против своего бывшего клуба «Гент» Гийом забил свой первый гол. В составе клуба стал двукратным чемпионом Бельгии (в 2010 и 2012 годах), обладателем кубка Бельгии 2008 года, а также двух суперкубков Бельгии 2010 и 2012 годов.
Летом 2014 года Гийом на правах аренды перешёл во французскую «Бастию». 9 августа в матче против марсельского «Олимпика» он дебютировал в Лиге 1. 13 сентября в поединке против «Ланса» Жилле забил свой первый гол за «Бастию». В том же сезоне Гийом помог клубу выйти в финал Кубка французской лиги. После окончания аренды он продолжил выступления за «Андерлехт». В начале 2016 года Жилле перешёл в «Нант», подписав контракт на 2,5 года. 13 августа в матче против «Дижона» он дебютировал за новую команду.
Летом 2017 года Жилле перешёл в греческий «Олимпиакос», к тренеру Беснику Хаси, который тренировал его в «Андерлехте». Гийом подписал с клубом контракт на 2 года. 16 августа также в поединке квалификации Лиги чемпионов против хорватской «Риеки» Жилле дебютировал за новую команду. 26 августа в матче против «ПАС Ламия» он дебютировал в греческой Суперлиге.

## Международная карьера
26 марта 2008 года в товарищеском матче против сборной Марокко Гийом дебютировал за сборную Бельгии. 11 сентября 2013 года в поединке отборочного этапа Чемпионата Мира 2014 против сборной Хорватии Жилле забил свой первый гол за национальную команду.

### Голы за сборную Бельгии
| #   | Дата             | Место                                     | Противник | Счёт | Результат | Соревнование                     |
| --- | ---------------- | ----------------------------------------- | --------- | ---- | --------- | -------------------------------- |
| 01. | 11 сентября 2013 | Стадион короля Бодуэна, Брюссель, Бельгия | Хорватия  | 1:1  | 1:1       | Чемпионат мира 2014 квалификация |

## Достижения
«Андерлехт»
- Чемпион Бельгии (4): 2009/10, 2011/12, 2012/13, 2013/14
- Обладатель Кубка Бельгии: 2007/08
- Обладатель Суперкубка Бельгии (3): 2010, 2012, 2013